# Teslin (Yukon)
Teslin é uma comunidade que inclui a Vila canadense de Teslin no território de Yukon no Canadá. A comunidade de Teslin está situada na milha histórica n°804 da estrada do Alasca ao longo do Lago Teslin. A Companhia da Bahia de Hudson estabeleceu uma pequena posição comercial em Teslin em 1903 (ou seja, Teslin Post). No censo de 2011, a população da vila foi de 122 habitantes, o que caracterizou uma queda de 13,5% em relação ao recenseamento de 2006, a diminuição foi de 138, uma queda de 11,5% em relação a 2006.
Teslin é o lar das Primeiras Nações Teslin Inland Tlingit . O nome Teslin veio de uma palavra Tlingit "Teslintoo". Teslin tem uma das maiores populações nativas de Yukon. Grande parte da subsistência da comunidade gira em torno da caça tradicional, captura e pesca.